# Chicago Pile-1

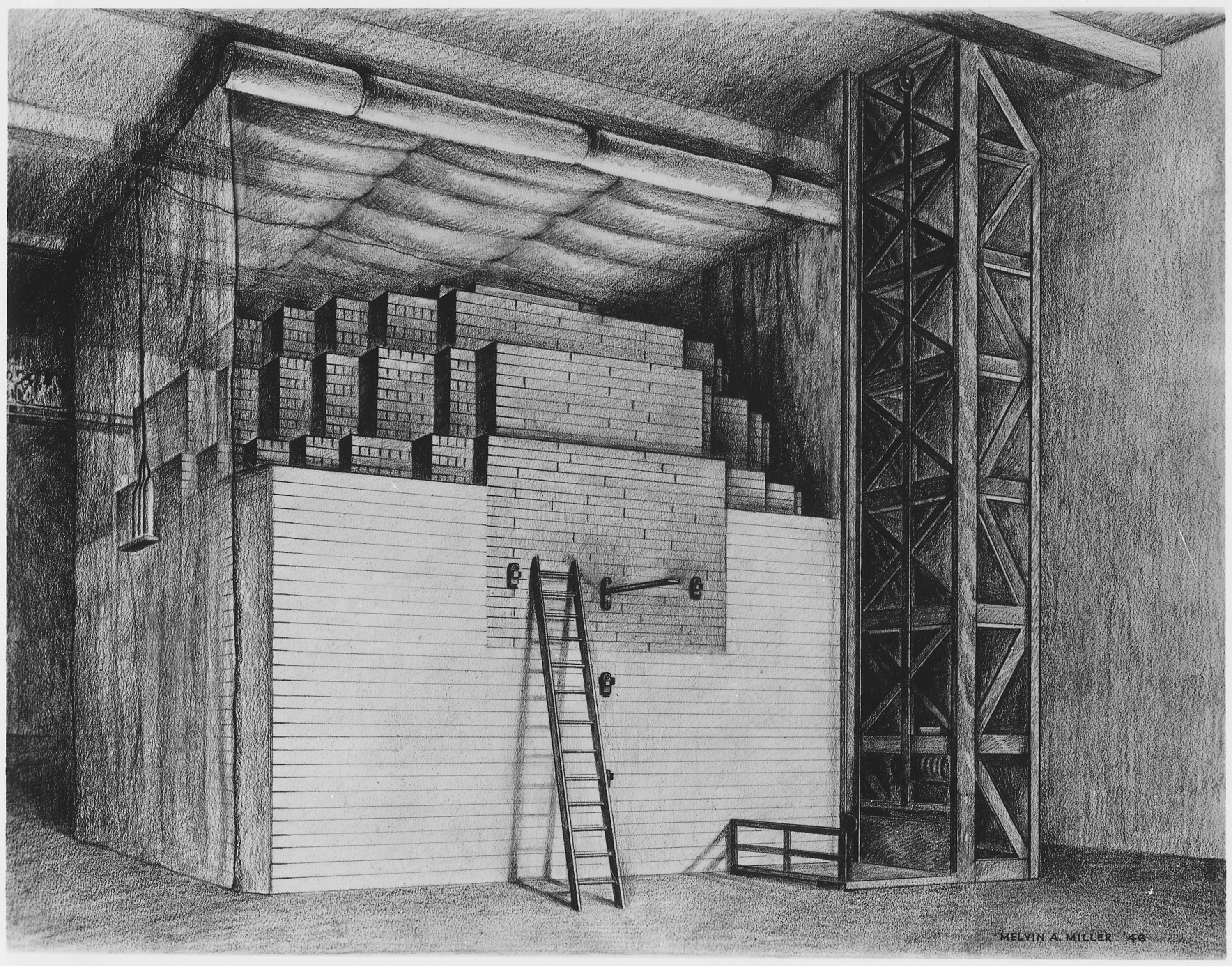
Ilustracja przedstawiająca reaktor na stadionie Alonzo Stagg Field

Chicago Pile-1, CP-1 (pol. "stos chicagowski nr 1") − pierwszy na świecie reaktor jądrowy uruchomiony w 1942 roku przez zespół pod kierownictwem Enrica Fermiego na nieużywanym korcie stadionu uniwersyteckiego Alonzo Stagg Field w Chicago. Prace badawcze były wykonywane w ramach Projektu Manhattan, mającego na celu zbudowanie bomby atomowej.

## Konstrukcja

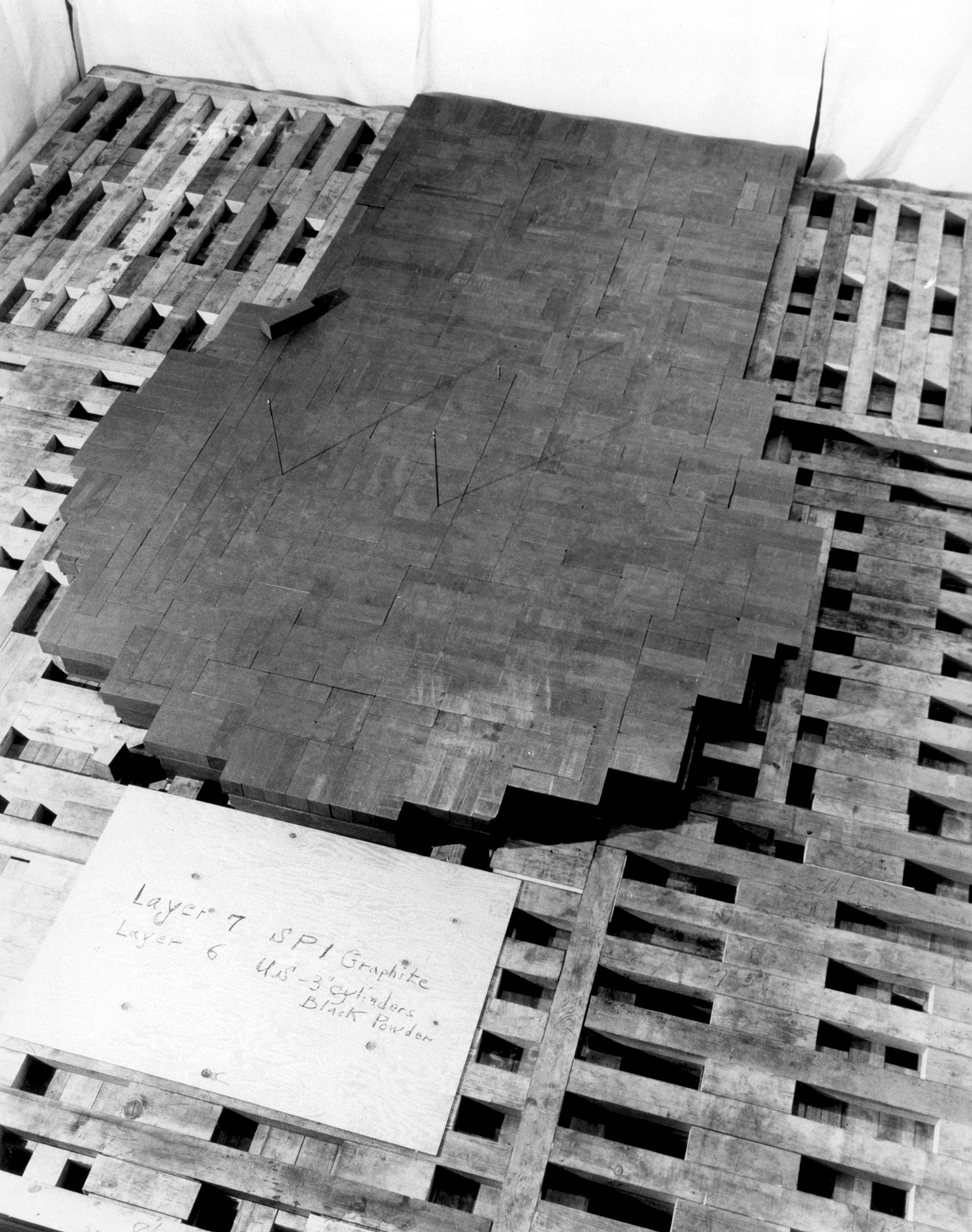
CP-1 Podczas montażu

Reaktor CP-1 był zbudowany jako stos (stąd angielska nazwa "pile") kostek grafitowych (pełniących rolę moderatora) oraz cylindrycznych elementów wykonanych z uranu oraz jego tlenków, układanych naprzemiennie. Do kontroli reakcji łańcuchowej służyły wsuwane częściowo mechanicznie a częściowo ręcznie pręty kontrolne zawierające kadm. Stan krytyczny został osiągnięty 2 grudnia 1942 roku, a prace badawcze prowadzono do lutego 1943. Szacowana moc reaktora wynosiła zaledwie 0,5 W, a w trakcie późniejszych eksperymentów zwiększono ją na krótko do 200 W.
Wiosną 1943 reaktor został rozebrany i złożony ponownie, jako CP-2, w rezerwacie Red Gate Woods, dając początek Argonne National Laboratory. Reaktor został ostatecznie wyłączony w maju 1954. Część materiału radioaktywnego została przeniesiona do ostatniego, piątego reaktora CP-5, który działał w latach 1954-1979.